# Hôtel d'Albret (Fontainebleau)
Pour les articles homonymes, voir Hôtel d'Albret (Paris) et Albret.
L'hôtel d'Albret  est un ancien hôtel particulier à Fontainebleau, en France. Il est partiellement inscrit aux monuments historiques depuis 1931.

## Situation et accès
L'édifice est situé aux nos 15-17 place d'Armes, dans le centre-ville de Fontainebleau, elle-même au sud-ouest du département de Seine-et-Marne.

## Histoire
Autrefois, l'hôtel, racheté par Henri IV, a fait partie du domaine royal. Le cardinal de Richelieu s'y installe en octobre 1642, séduit par la vue offerte sur le Grand Parterre des jardins du château.
Restauré à la fin du XIXe siècle, son propriétaire de l'époque, M. de Bacourt, ministre plénipotentiaire, y appose une plaque « Ancien Hôtel d'Albret / 1471-1894. ».

## Statut patrimonial et juridique
Les façades des pavillons d'entrée et la grille font l'objet d'une inscription au titre des monuments historiques par arrêté du 7 octobre 1931, en tant que propriété privée.